# Alcyonium antarcticum
Alcyonium antarcticum is een zachte koraalsoort uit de familie Alcyoniidae. De koraalsoort komt uit het geslacht Alcyonium. Alcyonium antarcticum werd in 1889 voor het eerst wetenschappelijk beschreven door Wright & studer. 